# Netawatwees
Netawatwees (c. 1686-1776) était un chef des Lenapes du clan de la Tortue. Son nom, qui signifie « habile conseiller », apparaît dans les documents coloniaux comme Netodwehement, Netahutquemaled, Netawatwees, et Netautwhalemund. En anglais, il était connu comme the Newcomer (« le nouveau venu »).

## Biographie
Né probablement dans la vallée du fleuve Delaware vers 1686, le jeune Netawatwees a été contraint de se déplacer vers l'ouest avec d'autres membres de sa tribu en raison de la pression des Blancs. En juillet 1758, il vivait dans un village Lenape près de l'embouchure de Beaver Creek, un affluent de la rivière Ohio en dessous de Pittsburgh, où les documents l'identifient comme « le grand homme de la nation Unami ».
Netawatwees a déménagé dans l'Ohio avec d'autres migrants Lenapes durant la guerre de la Conquête (1754-1763). Il a favorisé des alliances avec les Britanniques. Il a créé un village près de l'actuel Cuyahoga Falls. De là, il a déménage à proximité de la rivière Tuscarawas, un affluent de la Muskingum, où il est devenu chef du village Lenape appelée Gekelukpechink, signifiant « eau calme ». Ce village, qui devint connu sous le nom de Newcomer's Town, était situé sur la rive nord de la Tuscarawas, à la périphérie est de l'actuelle ville de Newcomerstown. Le Grand Conseil se rencontrait à cet endroit jusqu'à ce que la population de Lenapes se soit réunie dans la ville voisine de Coshocton.
Bien que Netawatwees ne se soit jamais converti au christianisme, les missionnaires moraves ont laissé une forte impression sur lui. Devenu infirme à la fin de sa vie, White Eyes lui succéda en 1776. À sa mort le 31 octobre 1776, il implore les Lenapes d'abandonner leurs pratiques ancestrales et de suivre les enseignements des Frères moraves.